# Americká krása
Americká krása (v originále anglicky: American Beauty) je americký dramatický film z roku 1999 režírovaný Samem Mendesem a napsaný Alanem Ballem. Kevin Spacey účinkuje jako Lester Burnham, muž středního věku pracující v kanceláři, který má krizi středního věku, když se šíleně zamiluje do nejlepší kamarádky své dcery. Annette Bening účinkuje jako Carolyn, Lesterova materialistická manželka. Thora Birch hraje jejich nejistou dceru Jane. Ve filmu také účinkují Mena Suvari, Wes Bentley, Chris Cooper a Allison Janney. Film je Akademií filmového umění a věd popisován jako satira amerických představ střední třídy o kráse a osobním uspokojení, analýza se soustřeďuje na zkoumání romantické a otcovské lásky, sexuality, krásy, materialismu, sebeosvobození a vykoupení.
Film obdržel Oscara za nejlepší film za rok 1999.

## Děj
Lester Burnham je muž středního věku, který pracuje v kanceláři a pohrdá svou prací. Jeho manželka Carolyn je ambiciózní realitní makléřka, jejich šestnáctileté dceři Jane se rodiče hnusí, navíc má malou sebeúctu. Novými sousedy Burnhamových jsou Fittsovi, bývalý mariňák plukovník Frank Fitts, jeho introvertní žena Barbara a syn Ricky, kuřák marihuany a drogový dealer, jehož otec nutí do velmi přísného a disciplinovaného života. Ricky svou kamerou natáčí své okolí a doma skladuje stovky nahrávek. Lester je poblázněn Janinou kamarádkou Angelou poté, co ji uvidí tančit před basketbalovým zápasem ve škole. Začne o ní mít sexuální představy, během nichž se neustále také objevují růžové okvětní lístky. Carolyn si začne poměr se svým obchodním rivalem Buddym Kanem. Lester se dozví, že má být vyhozen z práce, ale vydírá šéfa a získá při odchodu 60 000 dolarů, začne pracovat ve fast foodu, koupí si své vysněné auto a začne pracovat na svém těle poté, co zaslechne Angelu, jak říká, že by byl sexuálně atraktivní, pokud by zapracoval na své fyzičce. Začne si také kupovat od Rickyho marihuanu a kouřit ji a kdykoli Angela navštíví Jane, flirtuje s ní. Přátelství obou děvčat potom ochladne a Jane se začne zajímat o Rickyho. Cestu k sobě najdou přes video, jenž Ricky nazývá nejkrásnější věcí, co kdy natočil - igelitový sáček tančící ve větru.
Lester zjistí, že je mu manželka nevěrná, ale je mu to lhostejné. Buddy vztah ukončí s tím, že by ho čekal velmi drahý rozvod. Plukovník Fitts začne být podezíravý vůči Lesterovu a Rickyho a přátelství a najde Rickyho video, kde Lester nahý zvedá závaží, což Ricky natočil pouze náhodou. Když je plukovník vidí oknem v Lesterově garáži, mylně se domnívá, že spolu mají poměr. Později Rickyho zmlátí a obviní ho, že je gay. Ricky lže a obvinění přijme a vyprovokuje otce, aby ho vyhnal z domu. Přes Angeliny námitky Ricky přesvědčí Jane, aby s ním uprchla do New Yorku. Předtím Angele řekne, že je obyčejná. Carolyn si pořídí zbraň a jede domů. Plukovník Fitts jde za Lesterem a pokusí se ho políbit. Ten ho ale odmítne, a tak plukovník odejde. Lester pak najde rozrušenou Angelu a ta ho požádá, aby jí řekl, že je krásná. On to řekne a Angela ho začne svádět. Když se Lester dozví, že je Angela panna, zastaví ji, místo toho se začnou spolu bavit o společných frustracích. Angela odejde do koupelny a Lester se usměje na rodinnou fotografii v kuchyni. Zazní výstřel a krev postříká zeď. Ricky a Jane naleznou Lesterovo tělo. Carolyn brečí ve své ložnici a plukovník se vrací domů špinavý od krve a jedna zbraň v jeho sbírce chybí. Lester v závěrečném vyprávění vysvětluje, že ačkoli je mrtvý, je šťastný.

## Obsazení
| Kevin Spacey      | Lester Burnham        |
| Annette Bening    | Carolyn Burnhamová    |
| Thora Birch       | Jane Burnhamová       |
| Wes Bentley       | Ricky Fitts           |
| Mena Suvari       | Angela Hayesová       |
| Chris Cooper      | plukovník Frank Fitts |
| Allison Janney    | Barbara Fittsová      |
| Peter Gallagher   | Buddy Kane            |
| Scott Bakula      | Jim Olmeyer           |
| Sam Robards       | Jim Berkley           |
| Barry Del Sherman | Brad Dupree           |